# Far bliver syg
Far bliver syg er en dansk dokumentarfilm fra 1951, der er instrueret af Torben Anton Svendsen efter manuskript af Arthur Elton.

## Handling
Dansk forkortet version af filmen "Health for Denmark" (1947). Filmen handler om, hvad man får ud af at være medlem af sygekassen.